# آرکی (قمر)

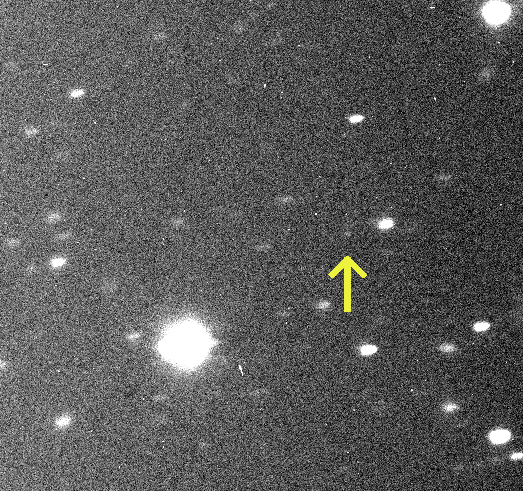
آرکی

آرکی (به انگلیسی: Arche)، (یونانی: Αρχή) که با نام ژوپیتر XLIII هم خوانده می‌شود، از قمرهای سیاره مشتری است. این قمر در سال۲۰۰۲ توسط تیمی از ستاره شناسان دانشگاه هاوایی به رهبری اسکات اس.شپرد کشف شد؛ و با نام موقت اس/۲۰۰۲جی ۱نامگذاری شد.
آرکی حدود۳ کیلومتر قطر دارد. متوسط مدارش ۲۳٬۷۱۷ مگامتر است و دوره آن ۷۴۶٫۱۸۵ روز بوده و انحراف آن ۱۶۵ درجه نسبت به دائرةالبروج و (۱۶۲ درجه نسبت به استوای مشتری) است. حرکت این قمر رجوعی و خروج از مرکز مدار آن ۰٫۱۴۹ است.
در سال۲۰۰۵ به نام آرکی که بعضی از نویسندگان یونانی او را به عنوان یکی از موزهایاصلی افزون بر سه موز شناخته شده آییدی
،ملیتی و نیمی می‌دانند، نامیده شد.
این قمر به گروه کارمه تعلق دارد که قمرهای نامنظمی دارد که با حرکت مخالف گرد و فاصله بین ۲۳ و ۲۴ گیگا متر و انحراف ۱۶۵درجه بدور مشتری می‌چرخند.